# Spilothyrateles illuminatorius
Spilothyrateles illuminatorius är en stekelart som först beskrevs av Johann Ludwig Christian Gravenhorst 1820.  Spilothyrateles illuminatorius ingår i släktet Spilothyrateles och familjen brokparasitsteklar. Inga underarter finns listade i Catalogue of Life.